# 重庆大学建筑学部
重庆大学建筑学部（也被称为建大校区或B区），该学部由以前著名的建筑老八校之一的重庆建筑大学于2000年并入组成，位于沙坪坝区沙中路，与校本部A区一条马路相隔，有一地下隧道相连。

## 历史
重庆建筑大学的前身重庆土木建筑学院，是1952年全国院系调整中由原重庆大学、西南工业专科学校、川北大学等六所院校的建筑土木相关系科合并组成的。1953年云南大学、贵州大学的土木系也并入重庆土木建筑学院。1954年更名为“重庆建筑工程学院”。1978年被原中华人民共和国教育部确立为全国重点大学。1994年经原国家教委批准更名为“重庆建筑大学”。2000年重庆建筑大学回归重庆大学。
目前建大校区主要是重庆大学建筑学部的所在地，下设建筑城规学院、土木工程学院、城市建设与环境工程学院、建设管理与房地产学院。此外法学院、生命科学学院、材料科学与工程学院也设立在此校区。